# Elena Kagan
Elena Kagan (New York, 28 april 1960) is een jurist uit de Verenigde Staten. Ze werd in augustus 2010 tot rechter van het Hooggerechtshof van de Verenigde Staten benoemd, als opvolger van de toen negentigjarige John Paul Stevens. Daarmee was Kagan de vierde vrouw ooit. Ze kwam in het hof met twee van de drie vrouwen die haar voorgingen, Ruth Ginsburg en Sonia Sotomayor. 

## Levensloop
Kagan studeerde geschiedenis aan de Princeton-universiteit, filosofie aan de Universiteit van Oxford (Worcester College) en rechtsgeleerdheid aan de Harvard-universiteit. Ze werkte eerder als juridisch en beleidsadviseur voor Bill Clinton en was de eerste vrouwelijke decaan van de Harvard Law School. Kagan werd in 2010 de eerste opperrechter in bijna veertig jaar die geen achtergrond als rechter heeft.
De Amerikaanse Senaat benoemde haar, op voordracht van de Democratische president Barack Obama, met 63 voor- en 37 tegenstemmen tot lid van het federale Hooggerechtshof.